# 고다마 슌토
고다마 슌토(일본어: 児玉 駿斗, 1998년 12월 3일~)는 일본의 축구 선수이다.

## 구단 경력
그는 2018년부터 2019년까지 J1리그의 나고야 그램퍼스에서 뛰었다. 2021년 나고야 그램퍼스로 입단했다. 2021년 9월 J2리그의 SC 사가미하라로 이적했다. 2022년 도쿠시마 보르티스로 이적했다.